# اسلالمة لوارتين (الفقراء الغربيين)
اسلالمة لوارتين هو دُوَّار يقع بجماعة الفقراء، إقليم خريبكة، جهة بني ملال خنيفرة في المملكة المغربية. ينتمي الدوّار لمشيخة الفقراء الغربيين التي تضم 4 دواوير. يقدر عدد سكانه بـ 437 نسمة حسب الإحصاء الرسمي للسكان والسكنى لسنة 2004.

## روابط خارجية
- البوابة الوطنية للجماعات الترابية
- المندوبية السامية للتخطيط